# Superminiordinador

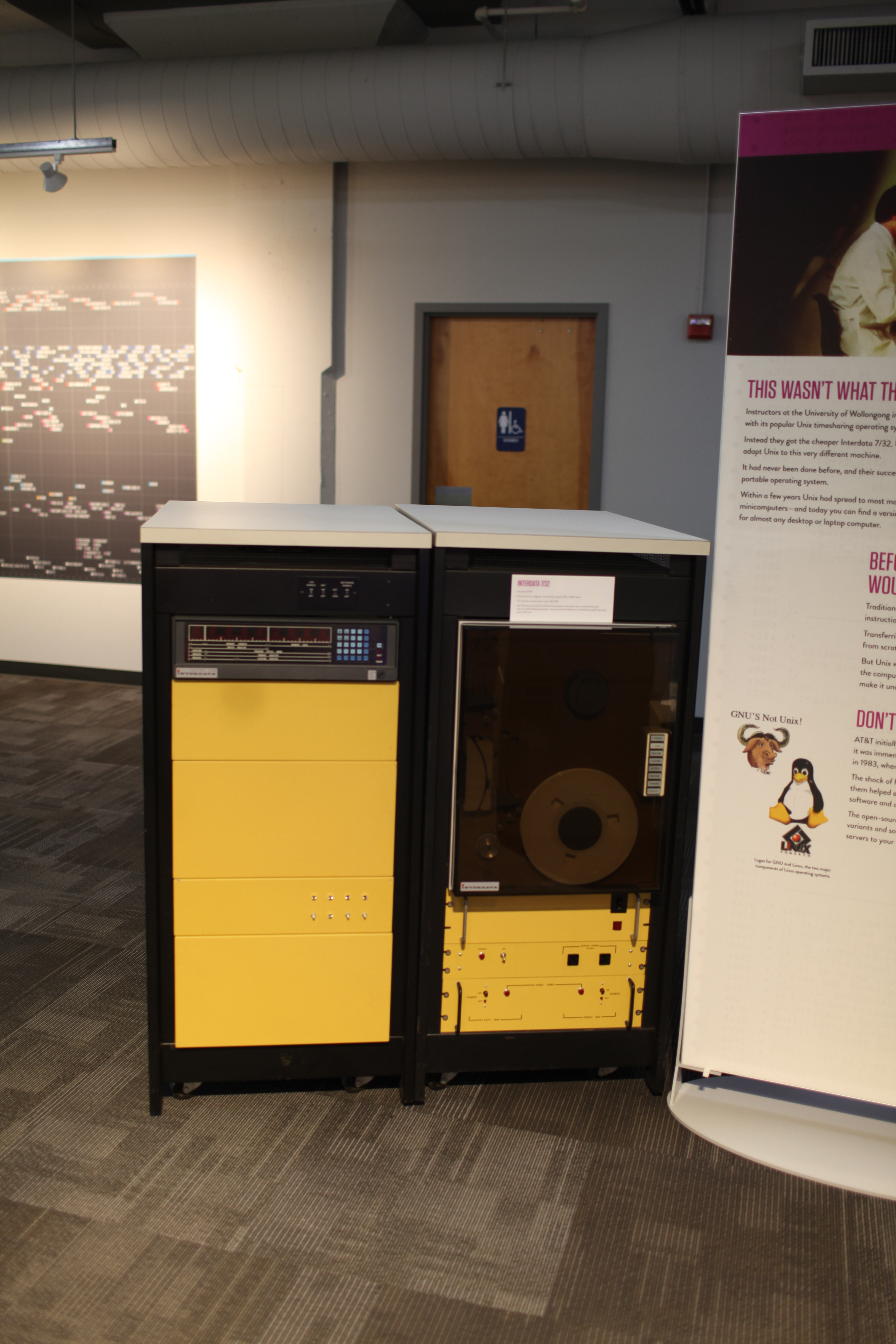
Un superminiordinador (Interdata 7/32) conservat en un museu

Un superminiordinador, col·loquialment supermini, és un miniordinador de gamma alta. El terme s'utilitza per distingir els ordinadors de gamma mitjana emergents d'arquitectura de 32 bits introduïts a mitjans i finals de la dècada de 1970 dels sistemes clàssics de 16 bits que els van precedir.  El desenvolupament d'aquests ordinadors va ser impulsat per la necessitat d'aplicacions per abordar una memòria més gran. El terme midicomputador s'havia utilitzat anteriorment per referir-se a aquests sistemes. La memòria virtual era sovint un criteri addicional que es considerava per incloure'ls en aquesta classe de sistemes. La velocitat computacional d'aquestes màquines era significativament més gran que la dels miniordinadors de 16 bits i s'acostava al rendiment dels petits ordinadors mainframe. El nom s'ha descrit de vegades com un terme "frívol" creat per "mercaders" que no té una definició específica. La descripció d'una classe de sistema s'ha vist històricament com una problemàtica: "En el regne informàtic, la classificació taxonòmica dels equips és més un art negre que una ciència". Hi ha cert desacord sobre quins sistemes s'han d'incloure en aquesta classe. L'origen del nom és incert.
A mesura que la tecnologia millorava ràpidament, la distinció entre el rendiment dels miniordinadors i els superminiordinadors es va difuminar. Les empreses que venien ordinadors mainframe van començar a oferir màquines al mateix preu i rang de rendiment que els superminiordinadors. A mitjans de la dècada de 1980 es van utilitzar microprocessadors amb l'arquitectura de maquinari de superminicomputadors per produir estacions de treball científiques i d'enginyeria. La indústria dels miniordinadors va disminuir fins a principis dels anys noranta. El terme ara es considera obsolet però segueix sent d'interès per als estudiants/investigadors d'història de la informàtica.

## Empreses destacades
Els fabricants notables de superminicomputadors l'any 1980 van incloure: Digital Equipment Corporation, Perkin-Elmer i Prime Computer.  Altres fabricants de sistemes van incloure SEL/Gould i Data General. Quatre anys més tard hi havia al voltant d'una dotzena d'empreses que produïen un nombre significatiu de superminicomputadors.

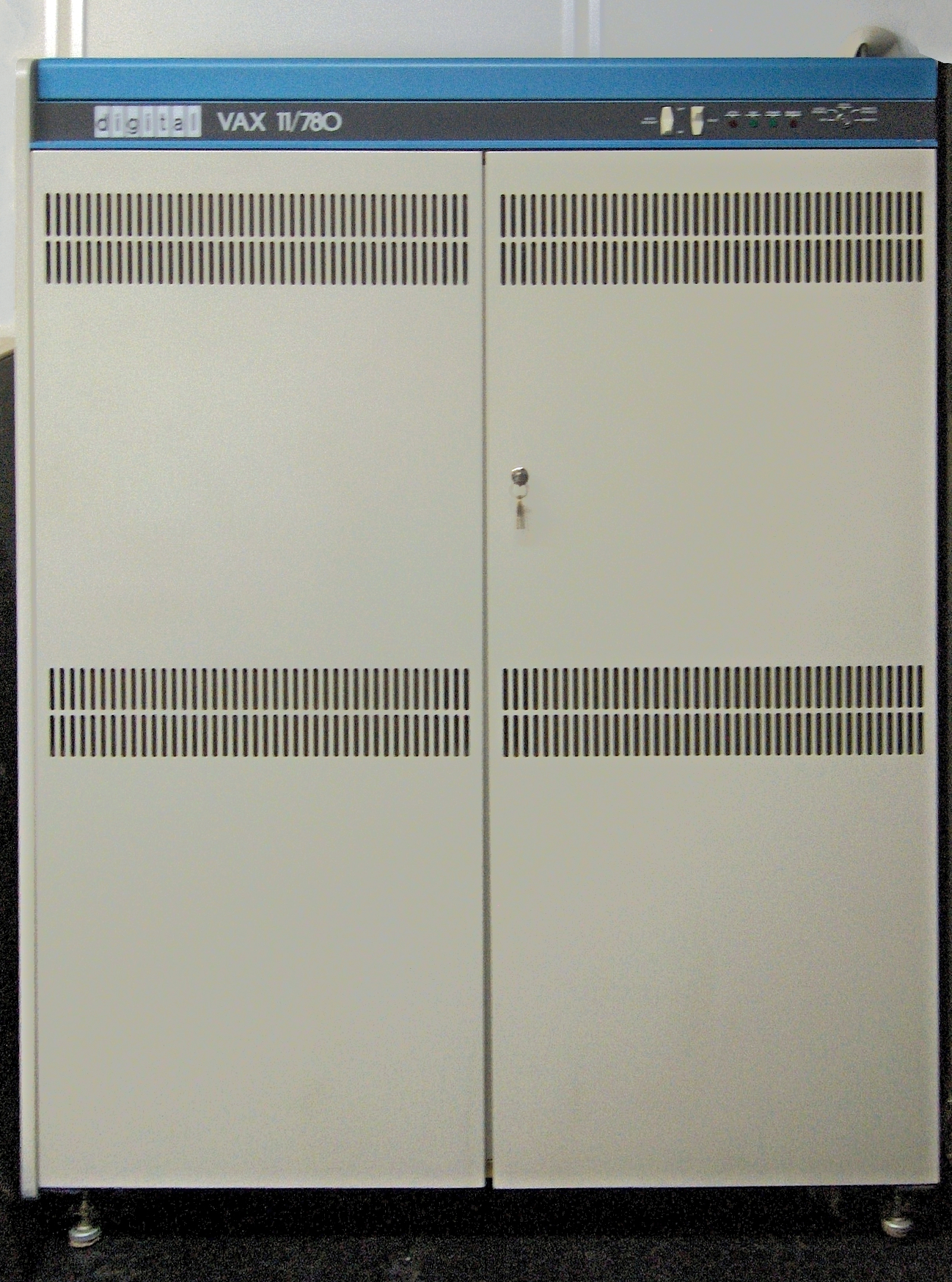
Superminiordinador DEC VAX-11/780

| Companyia                             | Per cent |
| ------------------------------------- | -------- |
| International Business Machines (IBM) | 41.9     |
| Digital Equipment Corporation (DEC)   | 27.6     |
| Data General                          | 6.0      |
| Prime Computer                        | 5.6      |
| Perkin-Elmer, abans Interdata         | 3.4      |
| Wang Laboratories                     | 3.4      |
| Gould, abans SEL                      | 2.6      |
| Hewlett-Packard                       | 2.2      |
| Honeywell                             | 2.2      |
| Harris Computer Systems               | 1.7      |
| (altres)                              | 3.4      |

## Superminicomputadors importants
- Interdata 7/32, 1974
- Digital Equipment Corporation VAX-11/780, 1978
- Prime Computer 750, 1979
- Dades General Eclipse MV/8000, 1980
- IBM 4361, 1983
- IBM 9370, 1987